# Hedgerley Dean
Hedgerley Dean var en civil parish från 1866 till 1934 då den blev en del av Hedgerley, Gerrards Cross och Farnham Royal, i grevskapet Buckinghamshire, i England. Civil parish var belägen 11 km från High Wycombe och hade 183 invånare år 1931.